# Colorant indigoïde

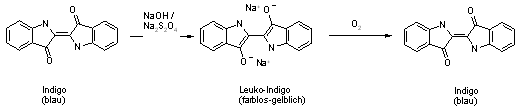
Indigo formel

Les colorants indigoïdes (ou indigoïques) sont une famille de colorants organiques dérivés l'indigo(tine) (C.I. 73000 et 75780).
Parmi les principaux colorants de cette famille on peut citer, outre l'indigo lui-même :
- le carmin d'indigo (C.I. 73015), dérivé bisulfoné en position 5 et 5' ;
- l'indigotine P (C.I. 73020), dérivé similaire mais tétrasulfoné en position 5,5',7 et 7' ;
- le Vat Blue 35 (en) (C.I. 73060), dérivé dibromé en position 6 et 6' ;
- le thioindigo (C.I. 73300), analogue de l'indigo dont les atomes d'azote sont remplacés par des atomes de soufre, et ses propres dérivés.